# Sudargi
Sudargi (lit. Sudargas) – dawne miasto (1724-1870), obecnie wieś na Litwie w okręgu mariampolskim w rejonie Szaki, siedziba gminy Sudargi. Leżą w granicach historycznej Żmudzi.

## Historia
Sudargi otrzymały prawa miejskie w 1724 r. decyzją króla Polski Augusta II Mocnego. Do 1795 leżały w granicach I Rzeczypospolitej, następnie po III rozbiorze Polski przez 12 lat w zaborze pruskim. Od 1807 część Księstwa Warszawskiego, a od 1815 Królestwa Polskiego. Za Królestwa Polskiego Sudargi miały ekstremalnie peryferyjne położenie, w północno-wschodnim rogu protruzji guberni suwalskiej. Władze carskie odebrały prawa miejskie 28 sierpnia 1870 w ramach represji po powstaniu styczniowym.

## Galeria

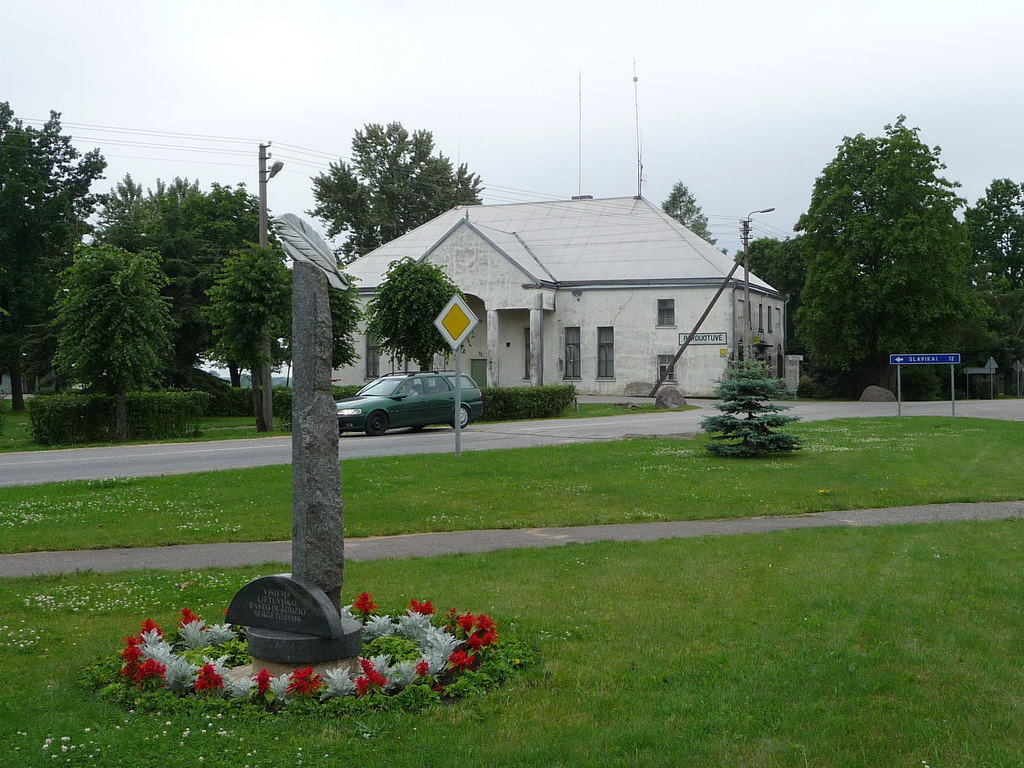
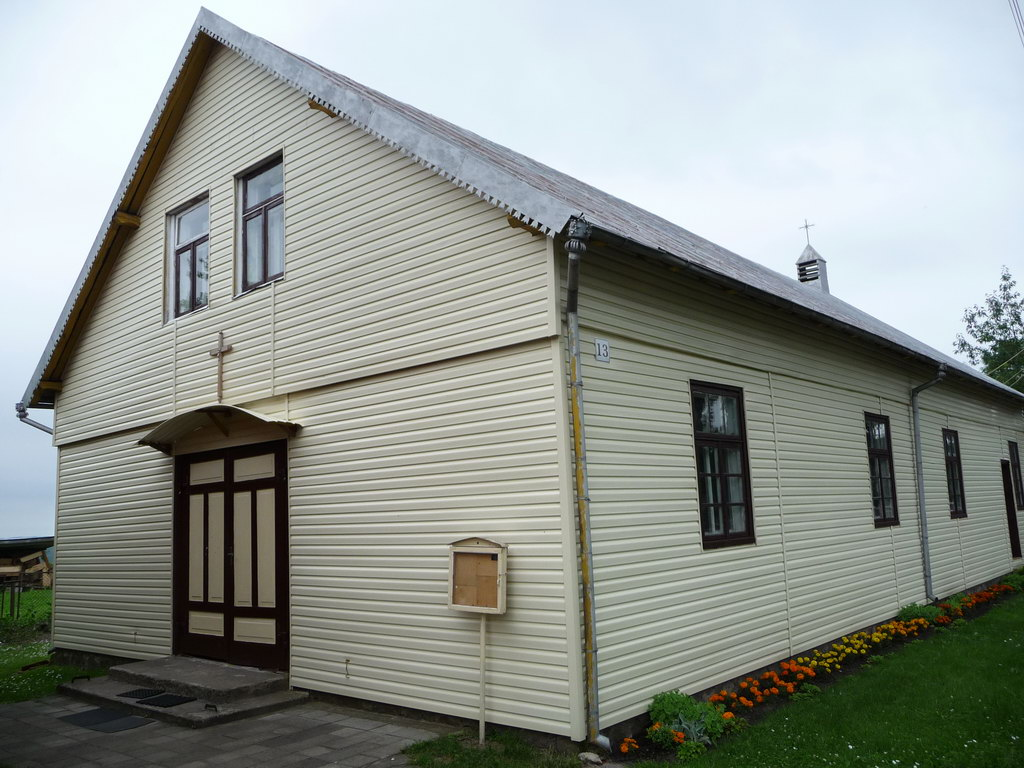
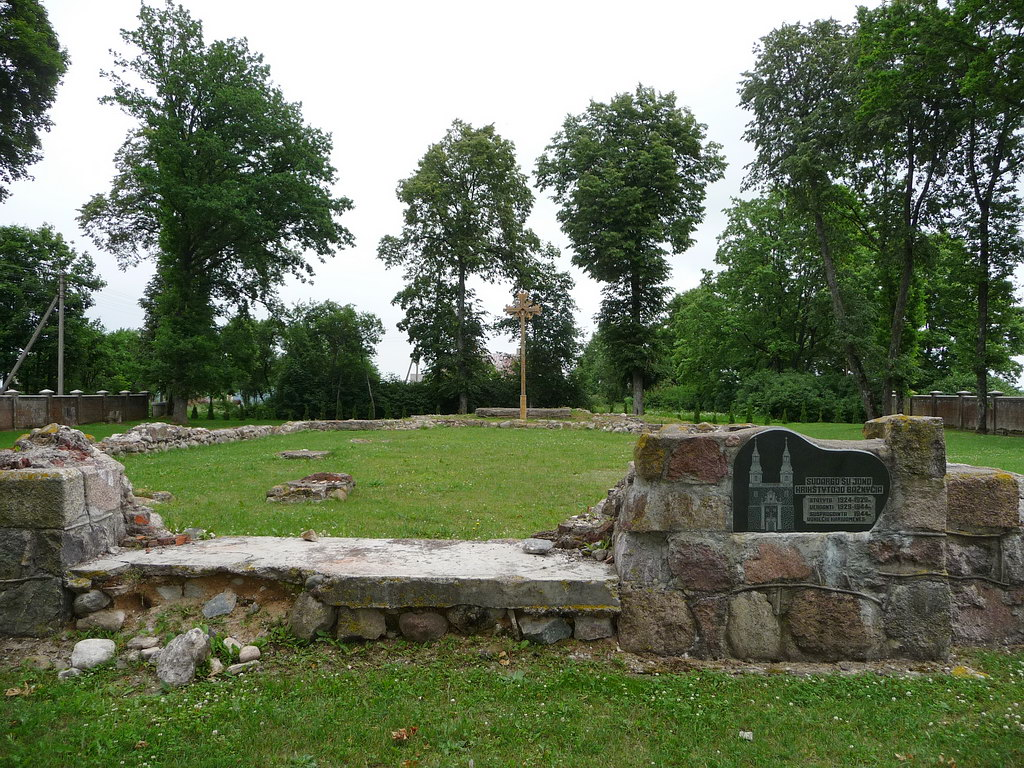